# Heinrich Riso
Heinrich Riso (Leipzig,  30 juni 1882 –  Verenigde Staten, augustus 1952) was een Duits voetballer.

## Biografie
Riso speelde zijn hele carrière voor VfB Leipzig, waarmee hij zeven keer mee kampioen van Noordwest-Saksen werd en ook vier keer Midden-Duits kampioen. In 1903 mocht de club als kampioen van Noordwest-Saksen aantreden in de allereerste eindronde om de Duitse landstitel. Na overwinningen op BTuFC Britannia 1892 en Altona 93 plaatste de club zich voor de finale tegen Deutscher FC Praag. Leipzig maakte brandhout van de club en won met 7-2, waarvan drie van de voet van Riso. Drie jaar later stond hij opnieuw in de finale met de club, nu tegen 1. FC Pforzheim. Nadat hij bij een 1-1 stand een penalty miste kon hij in de 85ste minuut toch de winning goal maken.
Op 7 juni 1908 speelde hij in Wenen voor het nationale elftal tegen Oostenrijk, die de Duitsers met 3-2 verloren. Op 4 april 1909 speelde hij zijn tweede wedstrijd tegen Hongarije in Boedapest wat op een 3-3 gelijkspel eindigde. Nadat hij zijn carrière in 1912 beëindigde verhuisde hij met zijn familie naar de Verenigde Staten.